# Wolfgang Kallab
Wolfgang Kallab (5. července 1875 Prostějov – 27. února 1906 Vídeň) byl rakouský historik umění, který znovuobjevil umělecký odkaz římského barokního malíře Caravaggia. Byl nadějným a uznávaným vědcem ve svém oboru, jehož práci ukončila předčasná smrt způsobená následky poranění při pádu na zledovatělé cestě.

## Život
Jeho otec, který pocházel ze zámožné německé rodiny, se snažil poskytnout svým dětem co nejlepší vzdělání a předpokládá se, že nejen národnostní a sociální konflikty v Prostějově, ale také malý počet německých škol poskytujících vyšší vzdělání ho přiměl vzdát se advokátní praxe a přesídlit do Štýrského Hradce. Zde se začal věnovat historii umění a tím ovlivnil zájmy syna Wolfganga, který byl jinak všestranně nadaný. Ve škole převyšoval své vrstevníky, hrál na housle a na přání svého otce začal studovat v Berlíně práva. Po cestě za památkami do Itálie v roce 1892 se nadchl pro výtvarné umění a tak využil období berlínského studijního pobytu k návštěvě muzeí a přednášek významných znalců umění. V období příprav na státní zkoušky navštěvoval v domovském Štýrském Hradci přednášky na tamní filozofické fakultě, kde poté s podporou otce ve svých studiích pokračoval, od roku 1897 pak ve Vídni. Jako stipendista Rakouského institutu pro historická studia pobýval v letech 1900–1901 v Římě, kde se seznámil mimo jiné důkladně s dílem Michelangela Merisiho (Caravaggio). V roce 1901 byl povolán do Vídně a jmenován asistentem Julia von Schlossera (1866–1938) v Uměleckohistorickém muzeu. V této funkci uplatnil své rozsáhlé poznatky a schopnosti použít moderní metody v práci s uměleckými sbírkami. Z odborných prací stačil dokončit jen některé – např. Vývoj toskánské a umbrijské krajinomalby ve 14. a 15. století (Die Entwicklung der toskanischen und umbrischen Landschaftsmalerei im 14. und 15. Jahrhundert), 1899 a Interpretace Michelangelova Posledního soudu (Die Deutung von Michelangelos Jüngstem Gericht), 1903. Ve formě fragmentů zůstalo dílo o Caravaggiovi, práce věnovaná Giorgiovi Vasarimu byla dokončena Juliem von Schlosserem.
Wolfgang Kallab byl pohřben po boku svého otce na hřbitově ve Štýrském Hradci.